# Cahangir bəy Kazımbəyov

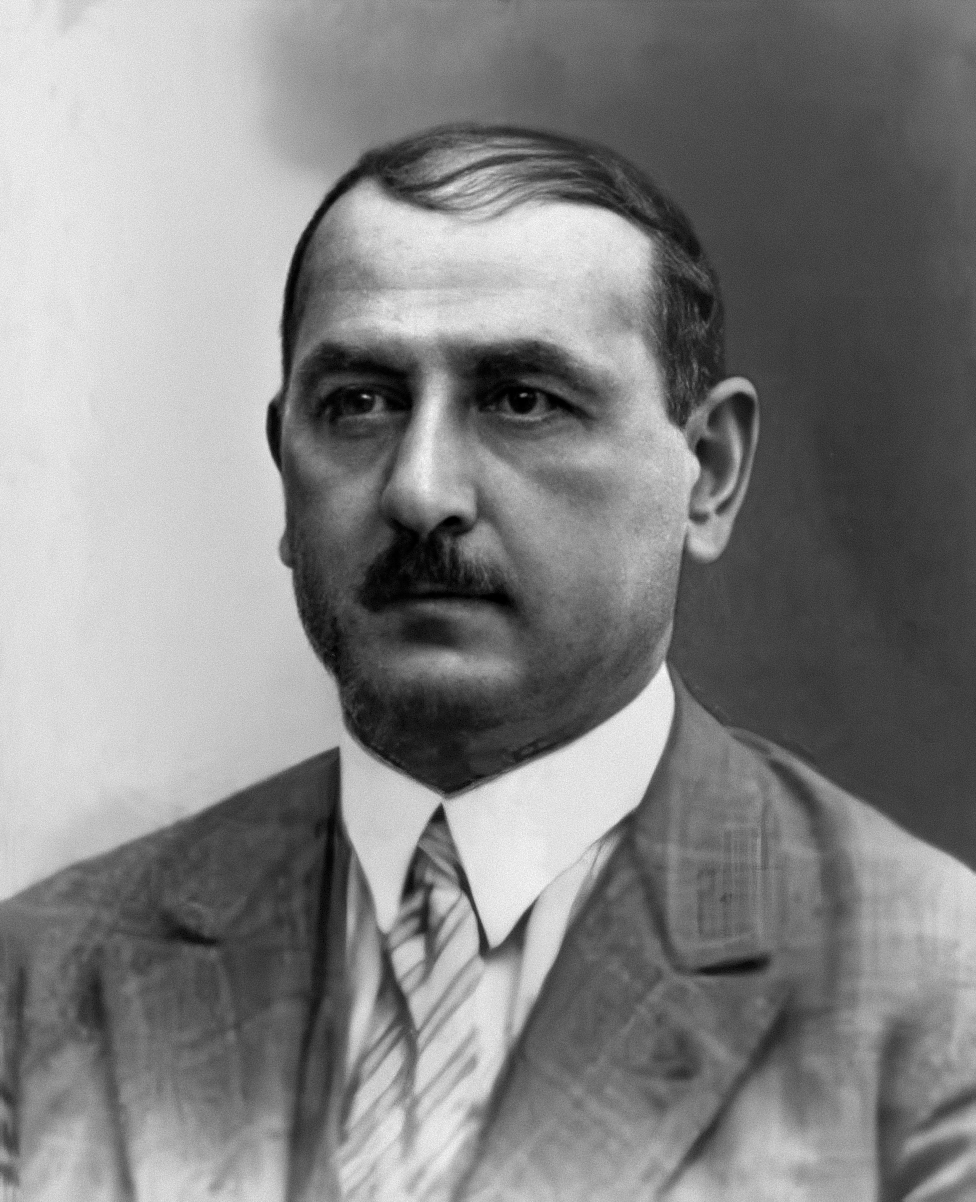
Cahangir bəy Kazımbəyov

Cahangir bəy Kazımbəyov (eingedeutscht: Dschahangir bäj Kasimbäjow; * 15. März 1885 in Elisawetpol, heute Gəncə, Russisches Kaiserreich; † 17. Januar 1955 in West-Berlin) war ein Offizier der Kaiserlich Russischen Armee, später Oberst der Armee der Demokratischen Republik Aserbaidschan und einer der Anführer des antisowjetischen Aufstands von Gəncə im Jahr 1920.

## Werdegang
Nach dem Abschluss des Männergymnasiums in seiner Geburtsstadt begann 1902 die militärische Karriere von Kazımbəyov in der Kaiserlich Russischen Armee. Nach drei Jahren Wehrdienst stieg er zum Fähnrich auf. Insgesamt diente er 15 Jahre in den Reihen der zaristischen Streitkräfte und beendete seine militärische Laufbahn im Jahr 1917 im Rang eines Oberstleutnants.
Mit der Gründung der Demokratischen Republik Aserbaidschan (DRA) am 28. Mai 1918 widmete sich Kazımbəyov der Herausbildung nationaler Armeeeinheiten. Im Januar 1919 wurde er auf Anordnung des Kriegsministers der DRA Səməd bəy Mehmandarov zu Kommandeur der 1. Infanteriedivision des 3. Infanterieregiments von Gəncə ernannt. Ein halbes Jahr später berief man ihn zum Befehlshaber des gesamten 3. Infanterieregiments von Gəncə.
Am 24. März 1920 wurde Kazımbəyov zum Oberst befördert.
Nach der Machtergreifung der Sowjets in Baku am 28. April 1920 weigerten sich die in Gəncə dislozierten Einheiten der DRA, sich der neu etablierten Sowjetmacht zu unterwerfen. In der Folge kam es zur Revolte, und Kazımbəyov wurde zum Garnisonschef von Gəncə. Doch der sowjetischen Übermacht konnten die Rebellierenden nicht standhalten. Der Aufstand wurde niedergeschlagen. Kazımbəyov floh mit einer kleinen Gruppe von Mitstreitern nach Georgien und von dort aus in die Türkei.
1923 emigrierte Kazımbəyov nach Polen und wurde noch im selben Jahr Vertragsoffizier in der polnischen Armee. Nach der Absolvierung einer militärischen Weiterbildung fungierte er als Kommandeur eines Bataillons und eines Regiments.
Nach der Deutschen Besetzung Polens im Jahr 1939 ging Kazımbəyov nach Deutschland. Während des Deutsch-Sowjetischen Krieges war er einer der Mitbegründer des Nationalen Komitees von Aserbaidschan. Dieses strebte die Unabhängigkeit Aserbaidschans von der Sowjetunion an, löste sich jedoch im August 1943 auf. 
Nach dem Ende des Zweiten Weltkrieges lebte Kazımbəyov eine Zeit lang in Italien, bevor er sich erneut in der Türkei niederließ. Er starb 1955 in West-Berlin unter bisher ungeklärten Umständen. Seine Grabstätte befindet sich im Innenhof der Berliner Şehitlik-Moschee.